# زينبو (فلم)
زينبو (بالإنجليزية: Zinabu) هو فيلم غاني صدر عام 1987 من إخراج وليام أكوفو وريتشارد كوارتي. يحكي الفيلمُ قصة ساحرةٍ ما تحولت إلى المسيحيّة.

## الإنتاج
صُوِّر الفيلم عام 1985 باستخدام كاميرا فيديو بدلاً من كاميرا أفلام. كان الفيديو وسيطًا جديدًا نسبيًا في ذلك الوقت، لكنّ المخرج أدرك الميزة التي تتمتع بها لقطات الفيديو على الفيلم حيث كان فيلم السيلولويد أغلى ثمناً وشكَّلَ تحديات للتوزيع، وعليه يُعتبر فيلم زينبو أول فيلمٍ غاني يتمُّ إنتاجه عبر كاميرا فيديو.

## التوزيع
أثناء إنتاج زينبو، فرضت الحكومة الغانيّة حظرًا على الفيلم في محاولةٍ للحد من التأثير السلبي الذي اعتقدوا أن الأفلام الأمريكية والصينية غير المرخصة تُحدثه على الثقافة الغانية، لكنّ هذا الحظر رُفع عام 1987 ويرجع ذلك إلى حد كبير إلى عمل المخرج أكوفو ونضاله في سبيلِ حريّة التعبير. عُرض الفيلم لأول مرةٍ في غلوب سينما حيثُ عرض بالطريقة التقليديّة التي يُعرض بها الفيلم العادي بوجودِ مشغل فيديو غير مرئيٍّ للجمهور ووجود أكوفو في غرفة العرض.

## التأثير
يُعتبر زينبو أول فيلم فيديو غاني ومنه ظهرت أشكالٌ جديدةٌ من إنتاج الأفلام التي ستنمو في أوائل التسعينيات. صدر في عام 1988 فيلمين فيديو وزاد العددُ إلى سبعة في عام 1991 ثمّ أكثر من 50 في عام 1993.